# Skandinavisk Filmcentral

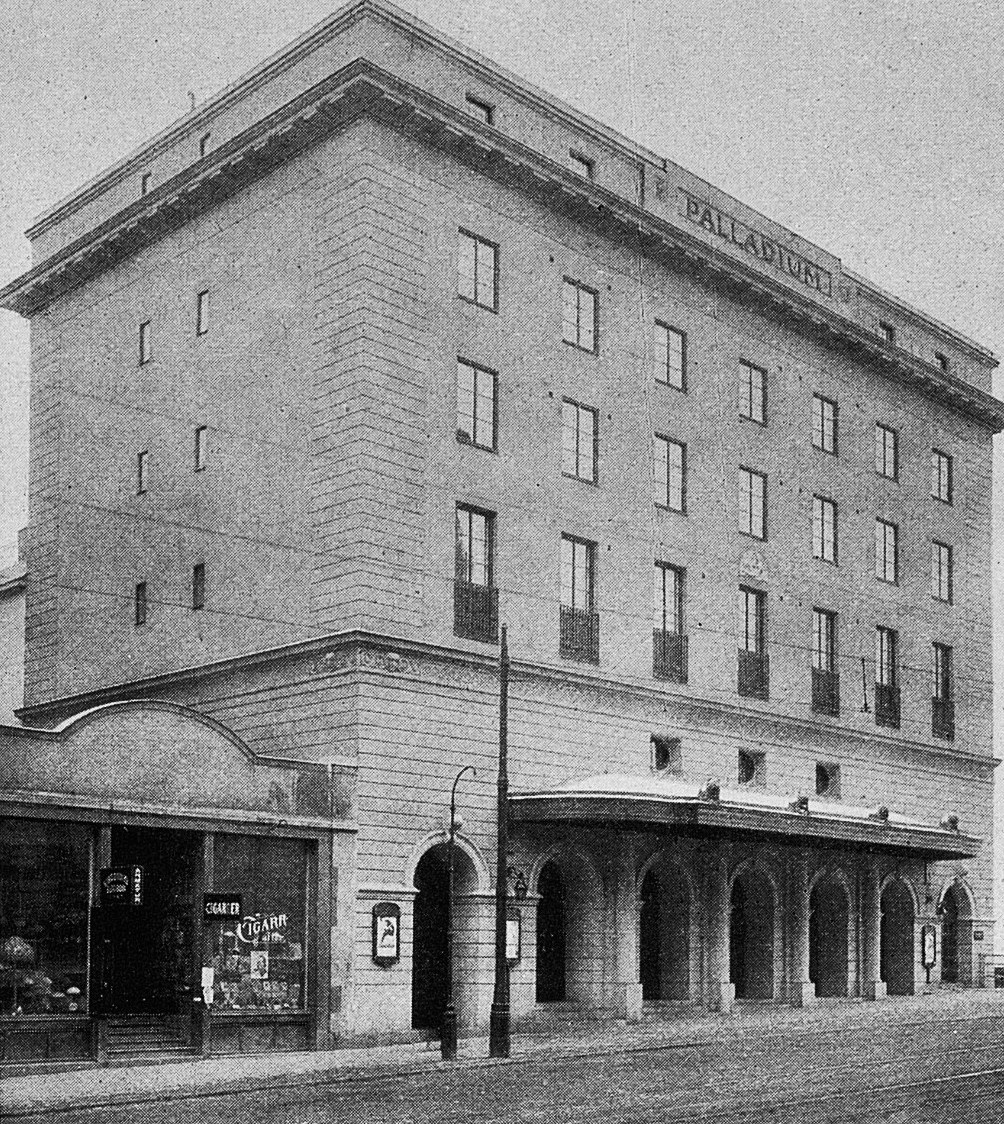
Huvudkontoret på Kungsgatan.

Skandinavisk Filmcentral var ett svenskt filmbolag.

## Historik
Företaget grundades av direktör Lars Björck som tidigare varit medgrundare till Svenska Bio. Verksamheten inleddes den 1 januari 1917. Företaget konkurrerade med Svenska Bio och Skandiafilm som år 1918 slogs ihop till Svensk Filmindustri.
Bolagets första biograf var Röda Lyktan som öppnade i oktober 1917 vid Sveavägen 116. Ett år senare inleddes byggandet av bolagets premiärbiograf Palladium på Kungsgatan 65 i Stockholm. Den kunde invigas den 26 december 1918. Företagets huvudkontor låg i samma byggnad och hade flyttat in den 1 november 1918.
Inledningsvis distribuerade filmcentralen enbart utländska filmer, men med tiden inleddes även egenproduktion. För ändamålet inköptes ateljéer belägna i Hellerup utanför Köpenhamn. Bland produktionerna fanns en inspelning av Gösta Berlings saga med Anders de Wahl i huvudrollen. Denna färdigställdes dock aldrig.
Filmcentralen begärdes i konkurs i december 1921. En stor del av konkursboet övertogs av Svensk filmindustri under år 1922.

## Källhänvisningar
1. 1 2 3  Nordic National Cinemas, Gunnar Iverson, Astrid Soderbergh Widding och Tytti Soila, 2005, s. 152
2. 1 2 3 4 5  Skandinavisk filmcentral 1917-1919, 1919